# 馬爾伯里格羅夫鎮區 (伊利諾伊州邦德縣)
馬爾伯里格羅夫鎮區（英語：Mulberry Grove Township）是位於美國伊利諾伊州邦德縣的一個行政鎮區。

## 地方資料
根據2010年美國人口普查的數據，馬爾伯里格羅夫鎮區的面積為122.80平方千米，當中陸地面積為121.80平方千米，而水域面積為1.00平方千米。當地共有人口1269人，而人口密度為每平方千米10.33人。